# 自由女神像
自由女神像（英語：Statue of Liberty）又名自由照耀世界（英語：Liberty Enlightening the World），是位于美国纽约港自由島的巨型古典主义塑像，由弗雷德里克·奥古斯特·巴托尔迪设计，古斯塔夫·埃菲尔建造，1886年10月28日落成，是法国人民送給美國人民的禮物。塑像人物是身穿长袍的女子，代表罗马神话中的自主神，她右手高举火炬，左手的册子上用罗马数字写有美国独立宣言签署日期：（1776年7月4日），脚下还有断裂的锁链。这座塑像是自由和美国的象征，也是对外来移民的欢迎信号。
法国法学教授和政治家爱德华·勒内·德·拉布莱曾于1865年提议，法国和美国人民应该共同制作美国独立一百周年的纪念品，他的构想可能是出于当时南北战争以北军胜利且奴隶制寿终正寝结束之故。巴托尔迪正是受拉布莱启发而开始设计塑像，但由于当时法国的政治形势陷入困境，因此塑像建造工作直到19世纪70年代初才展开。1875年，拉布莱提出法国为塑像注资，美国提供场地并制造底座。巴托尔迪在雕塑设计完成前就做好头部和高举火炬的手臂，这些部分还在国际博览会上宣传展出。
1876年，神像举起火炬的手臂在费城百年博览会展出，再从1876到1882年在纽约麦迪逊广场展出。筹款的进展非常缓慢，其中又以美国为甚，到1885年时，底座的建设仍然受到缺乏资金的威胁。《纽约世界报》出版商约瑟夫·普立兹发起捐款，雖然大部分捐献金额都不到一美元，但吸引了超过12万人捐助，这一项目才得以完成。塑像在法国建成，再装船跋涉重洋运抵当时的贝德罗岛，装到已经完成的底座上。塑像完成之际，纽约举行了历史上的首次纸带游行，美国总统格罗弗·克利夫兰主持了落成仪式。
自由女神像起初由美国灯塔委员会负责管理，1901年管理权移交战争部，1933年，美国国家公园管理局开始负责塑像的维护和管理工作。1938年的大部分时间里，塑像都因翻新工程暂停向公众开放。1980年代初，塑像出现严重老化，必须加以重大修复，因此塑像于1984年至1986年关闭，将火炬和大部分内部结构替换。2001年的九一一袭击事件后，塑像出于安全和保安方面原因再度关闭，其底座于2004年重新开放，而塑像则直到2009年才开放，还对能够登上王冠的游客人数设了限制。包括底座和地基在内的整座塑像之后又关闭了一年，直到2012年10月28日再度开放，目的是安装辅助楼梯等安全保障设备，自由岛在这期间一直保持开放。不过就在塑像重新开放次日，自由岛因飓风桑迪的影响导致关闭，于2013年7月4日再次开放。出于安全方面考量，火炬周围的阳台自1916年起就不再面向公众开放。

## 设计与施工

### 源起
自由女神像的起源可以追溯到法国法学教授兼政治家爱德华·勒内·德·拉布莱于1865年中期所说的一句话。据称，这位南北战争中北军的热心支持者当时正在自己位于凡尔赛镇附近的家里，他在晚饭后与人交谈时说：“如果要在美国建立一座纪念碑来纪念其独立，我认为只有在我们两个国家共同建造的情况下才是最合适的”:7-9。不过从美国国家公园管理局一份2000年的报告来看，这一传说是源于1885年的一份集资宣传单，建造塑像的设想很可能要到1870年才提出。美国国家公园管理局网站上的另一篇文章认为，拉布莱的初衷可能是向北军的胜利及其成果致敬：“随着1865年北军在内战中取胜并且废除了奴隶制，拉布莱对和平和民主的愿望在美国成为了现实。为了向这些成就致敬，他提议以法国的名义建造一件礼物送给美国。拉布莱希望通过呼吁人们关注美国这段时间取得的成就，让法国人受到启发，对抗专制的君主制，走上自己的民主道路”。

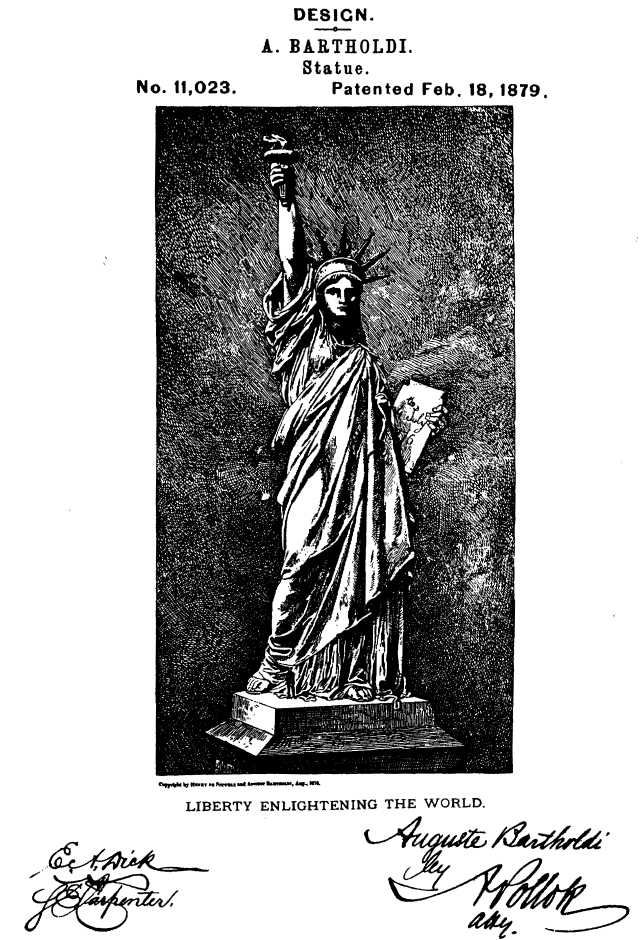
巴托尔迪的设计专利

根据雕塑家弗雷德里克·奥古斯特·巴托尔迪的回忆，拉布莱说那番话时并没有打算正式做出提议，但还是让自己受到了启发:7-9。由于拿破仑三世统治时期的压制，巴托尔迪并没有立即就这一构思采取行动，只是和拉布莱讨论。巴托尔迪于1860年代末联系了埃及赫迪夫伊斯梅尔帕夏，提议在苏伊士运河位于塞德港的北面入口处建造一个古埃及女性法拉欣或农夫形象穿着长袍、高举火炬的巨型灯塔。他为此还设计了草图并制作了模型，但项目最终没有动工建设。在这以前还曾有过一个经典的先例，罗得島太阳神铜像，这座古老的铜像是按希腊神话中的太阳神赫利俄斯形象制作，高度据信超过30米，同样坐落在港口入口，提供照明指引船只。:7-8
普法战争期间，巴托尔迪进军服役并担任少校。拿破仑三世在战争期间被擒后废黜，巴托尔迪的家乡阿尔萨斯被割让给普鲁士，法国成立了更加自由的共和国:7-9。战后巴托尔迪计划前往美国，他和拉布莱认为当时正是和一些有影响力的美国人讨论建造自由女神像的时机:60-61。1871年6月，巴托尔迪带着拉布莱签名的介绍信横渡大西洋:39-40。
到达纽约港后，巴托尔迪觉得贝德罗岛正是放置塑像的理想位置，并对所有到达纽约的船只都需经过该岛感到震惊。他非常高兴地得知纽约州议会已在1800年出于港口防御需要将该岛转让给美国联邦政府。为此他在给拉布莱的信中称这里是“所有州共有的土地”:12-13。巴托尔迪会见了纽约各界名流，还拜访了时任美国总统尤利西斯·辛普森·格兰特，后者给出了非常肯定的答复，由贝德罗岛作为塑像的选址不会有太大困难:102-103。巴托尔迪又乘火车两次横穿美国，和许多可能会对塑像计划持乐观态度的美国人见面:39-40。不过他还是担心美法两国公众对这一计划的支持程度尚有不足，因此和拉布莱决定继续等待合适时机:16-17。

巴托尔迪的作品贝尔福雄狮

巴托尔迪第一次到达美国期间造访了自己朋友的儿子、美国艺术家约翰·拉法基位于罗得岛州的工作室，他绘制的第一幅塑像草图之后也就由拉法基收藏。回到法国后，巴托尔迪继续进行塑像的设计:85。他还参与了多个用于在法国遭普鲁士击败后增强爱国主义信念的雕塑制作，贝尔福雄狮就是其中之一，这座砂岩制成的纪念塑像位于贝尔福堡垒下方，该堡垒曾在战争期间抵卸普魯士军队围困达3个月之久。塑像主体是一头桀骜不驯的狮子，长22米，高11米，表现出浪漫主义的情绪风格，之后巴托尔迪还会把这种风格带到自由女神像中:10-11。

### 设计

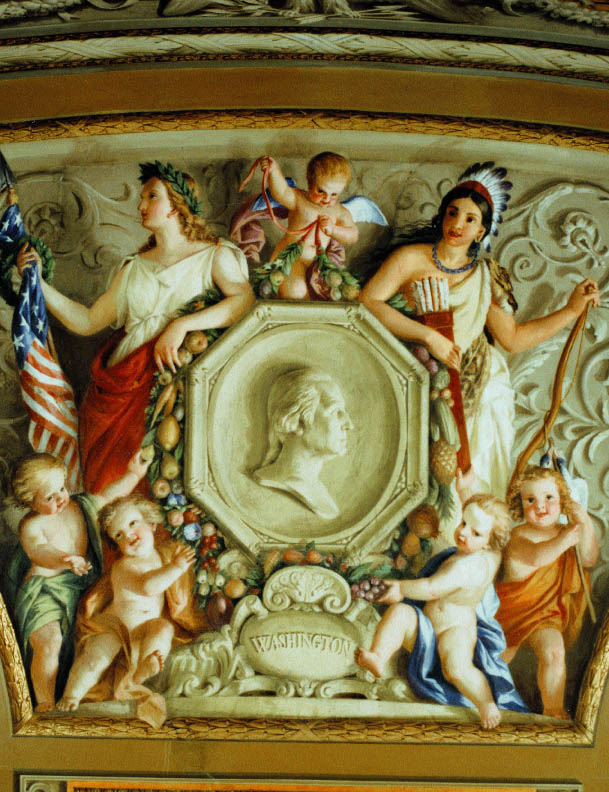
美国国会大厦中由康斯坦提诺·布鲁米迪绘制的壁画细节，其上有两个象征美国的早期象征符号：左边的哥伦比亚和右边的印第安公主。

巴托尔迪和拉布莱共同考虑了用什么方式才能最好地表达美国的自由:17-19。美国早期历史中有两位女性形象经常成为国家的文化象征。其中之一是人格化的哥伦比亚，对美国的代表程度相当于不列颠尼亚对英国的代表性和玛丽安娜对法国的代表性。哥伦比亚取代了更早时期的另一个象征印第安公主，当时这一象征已经变成针对美国人不文明的贬损。美国文化中另一个显著的女性符号是源于自主神、代表自由的女神，在古罗马受到普遍崇拜，特别是在废奴主义者中。这个代表自由的人物当时铸在大多数美国硬币上:17-19，还出现在流行和民间艺术中，例如托马斯·克劳福德1863年完成的自由塑像就位于美国国会大厦的楼顶:17-19。
18到19世纪许多试图唤起共和理想的艺术家经常采用代表自由的人物作为寓言性的符号:17-19。法国国玺上也描绘有自由的代表人物:17-19。不过，巴托尔迪和拉布莱避免了像欧仁·德拉克罗瓦1830年名画《自由引导人民》中那种革命性质的自由形象。这幅画是纪念法国1830年的革命而作，一位半裸的女性带领武装民众从倒地的人身上踩过继续前进。拉布莱对这场革命并不感冒，所以巴托尔迪最终创造的人物全身都会有长袍的遮挡。巴托尔迪也没有在作品中表现德拉克罗瓦画作的暴力，希望给塑像一种和平的形象，因此选择了让人物手持代表进步的火炬。
克劳福德的自由塑像是在1850年代初设计，人物的头上原本戴有一顶伞状帽，古罗马获得解放的奴隶所戴的就是这种帽子。当时担任战争部长、之后还将成为美利坚联盟国总统的南方人杰佛逊·戴维斯对帽子的含义感到担心，他不希望这成为一种废奴主义象征，因此下令把伞状帽换成头盔:96-97。德拉克罗瓦画作中的人物戴的是伞状帽，巴托尔迪起初也打算让自己的雕塑戴一顶这样的帽子，但最终他选择了王冠:105-108。通过这样的设计，他成功避免了人物与总是戴着伞状帽的玛丽安娜混为一谈。王冠的光环上有7道尖芒，分别代表了太阳、四大洋和七大洲，并且结合火炬还代表了自由照亮全世界。
巴托尔迪早期制作的模型都有类型的概念：新古典主义风格、代表自由的女性人物、身穿罗马女神中常见的礼服或斗篷、手持火炬高高举起。塑像的面部是根据巴托尔迪的母亲夏洛特（Charlotte）设计:52-53, 55, 87。雕塑的轮廓强烈而简明，并且兼顾所放置港口的戏剧性布局，让乘客在进入纽约港的过程中随着船只向曼哈顿前进而看到雕塑角度上的不断变化。神像的边缘是大胆的古典风格，造型上也相对简洁，不过分注重细节，让塑像既庞大又庄重。对此巴托尔迪写道：

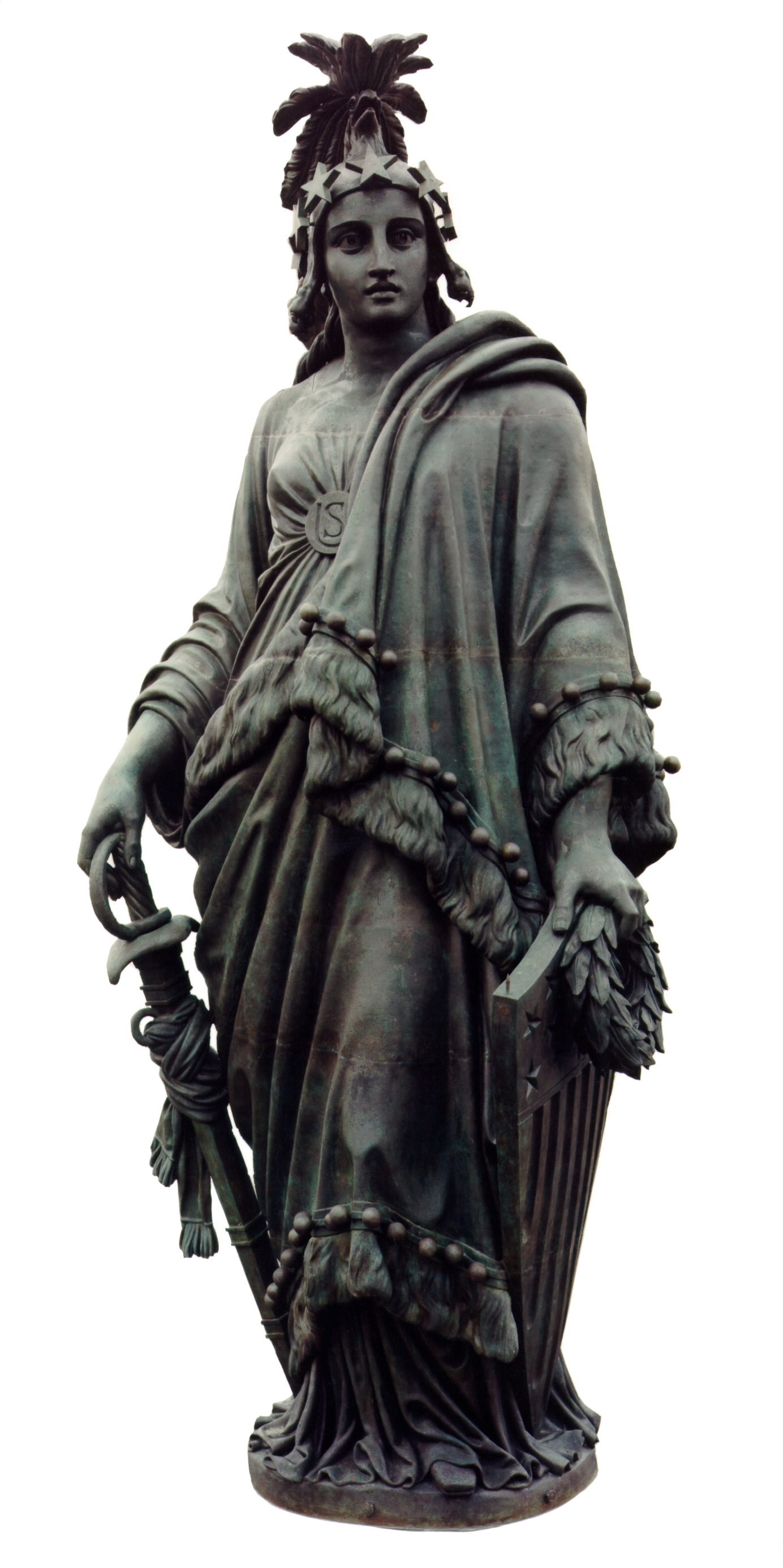
托马斯·克劳福德的自由塑像

表面应该通过大胆而明确的定义做出宽阔而简单的设计，突出重要的部位。小心对待细节的放大或是多样性。通过夸张的形式来把塑像塑造得更加清晰可见，如果我们用细节将其丰富化，那么作品的比例会受到严重破坏。最后，模型应该像设计一样有概括性的特点，产生类似素描的效果。只有在有必要的情况，才应该对人物的意志加以研究，而且艺术家还应该利用自己的知识尽可能找到以最简单的形式达到这一目的的方法。

随着计划的进展，巴托尔迪对设计进行了多项修改。他曾考虑让自由女神手持一截打断的铁链，但后来认为在美国内战后的背景下这可能会太容易造成不和。修改后的设计将断链转移到了自由女神脚下，被其长袍遮掩住了大半，从地面上很难看到:105-108。巴托尔迪起初不确定让自由女神的左手拿着什么样的物品，他最终选择的是楔石形状的平板:108-111，用来代表法律。虽然巴托尔迪十分钦佩美国宪法，但是他最终铭刻在平板上的字样是（意为“1776年7月4日”），即美国独立宣言通过的日期，从而呼应自由的主题:108-111。
同金属铸造厂协商后，巴托尔迪决定采用铜片制作蒙皮，并通过金属浮雕花饰成型:118, 125。这一选择的一大优势是整个塑像的重量会轻得多，铜的厚度只需要2.4毫米。塑像的高度略超过46米，相当于采用同一方法制作的德国塑像阿米尼乌斯高度的两倍:26。巴托尔迪的项目还引起的他之前的老师、建筑家欧仁·维奥莱-勒-杜克的兴趣和加入。维奥莱-勒-杜克计划在塑像中设计用来固定蒙皮的砖制墩头:120。

### 计划公开和早期工作
1875年时，法国政局已趋于稳定，战后经济也逐渐恢复。公众对即将在费城举办的百年博览会兴趣越来越大，促使拉布莱决定开始寻求公众支持:121。1875年9月，他对外宣布了这一计划，并成立法美联盟作为募款机构。随计划宣布的还有这一塑像的名称“自由照耀世界”:123-125。根据计划，法国人出资建造塑像，美国人则负责基座:44-45。虽然有许多法国人对美国没有在普法战争期间伸出援手感到不满，但这一计划的宣布总体上还是得到了良好的反响:123-125。法国的君主制拥护者反对建造这座塑像，这主要是因为提议者是之前不久当选终身参议员的自由派人士拉布莱:44-45。拉布莱安排了多种活动呼吁权贵人士捐款，例如于1876年4月25日在巴黎歌剧院举行的特别演出，上演剧目包括作曲家夏尔·古诺新创作的康塔塔，剧名正是法语中的“自由照亮世界”:123-125。

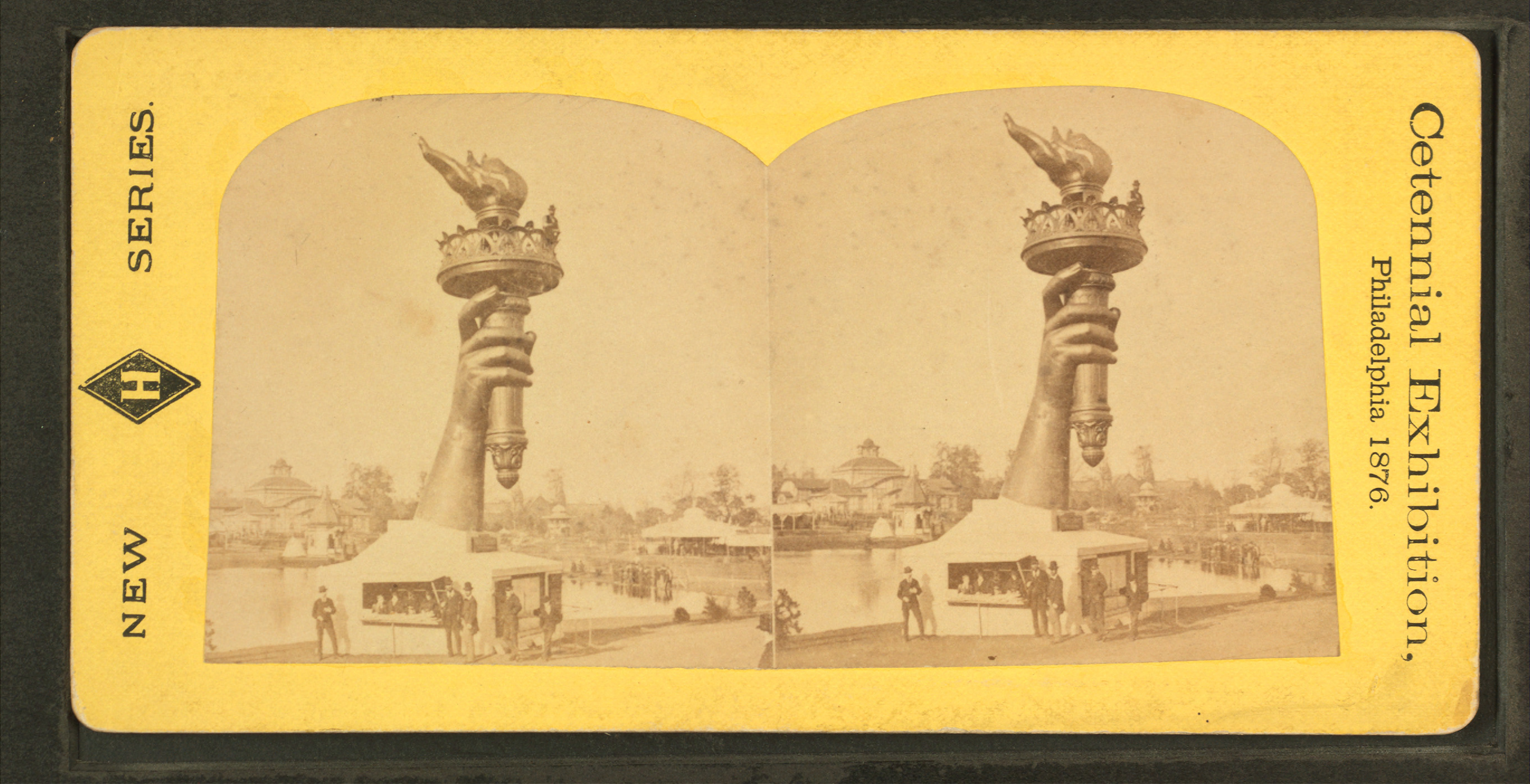
1876年百年博览会上展出的自由女神像右臂和火炬立体图像

虽然募款工作的重心最初集中于精英阶层，但法美联盟也得到了法国社会的广泛支持，全国有181个市镇的学童和市民参与了捐款。拉布莱的政治盟友，以及美国独立战争期间法国特遣队的后代都支持他的号召。但是，这些人也希望美国支持法国建设巴拿马运河来做为回报。所需的铜可能源自多个不同的来源，其中有些据称来自挪威罗加兰郡的铜矿，不过这点在对样本进行测试后没能完全确认。根据卡拉·萨瑟兰（Cara Sutherland）为纽约市博物馆编撰、以自由女神像为主题的著作中记载，塑像的建设一共需要9.08万公斤铜，其中法国实业家尤金·塞克里坦（Eugène Secrétan）捐献了5.81万公斤:36。历史学家优思明·可汗（Yasmin Khan）2010年有关塑像的著作中表示，铜商雅皮·弗瑞里斯（Japy Frères）捐献了价值6.4万法郎的铜，相当于2025年的472,000美元:137。
虽然整座塑像的建造计划尚未完全敲定，但巴托尔迪还是决定先开始制造举起火炬的右臂和头部，工作在加吉特，戈捷公司的车间开始:126-128。1876年5月，巴托尔迪作为法国代表团的一员前往美国参加百年博览会:25，并将一幅自由女神像的巨型画像作为博览会的组成部分在纽约展示:26。塑像的手臂迟至8月才到达费城，因此未能列入展品目录，还有些记者错误地把这件作品称为“巨臂”或是“巴托尔迪电灯”。展览场地有许多极为庞大的艺术品争相吸引参观游客的注意，巴托尔迪设计的一个超大喷泉也在其中:130。事实证明，虽然存在以上不利因素，但自由女神像的手臂在博览会最后几天里还是很受欢迎，许多游客会爬上火炬上的阳台观看展览会场:49。博览会结束后，这条臂膀被运至纽约，在麦迪逊广场展览了数年之后再运回法国与塑像的其它部分组装:49。
巴托尔迪在这次美国之行期间向许多团体发表演说宣传自由女神像计划，敦促组建法美联盟美国委员会:134。纽约、波士顿和费城都组建了委员会为塑像底座的建设筹资:30。纽约委员会最终承担了在美国募款的大部分责任，因此经常被直接称为“美国委员会”:94。其中一位成员是时年19岁、日後成為紐約州州長和美國總統的西奥多·罗斯福:134。1877年3月3日，格兰特在自己任期的最后一天签署联合决议案，授权美国总统接收法国送来的塑像，并且为其选址。次日就职的拉瑟福德·伯查德·海斯选择了巴托尔迪提议的贝德罗岛:135。

### 法国建造部分

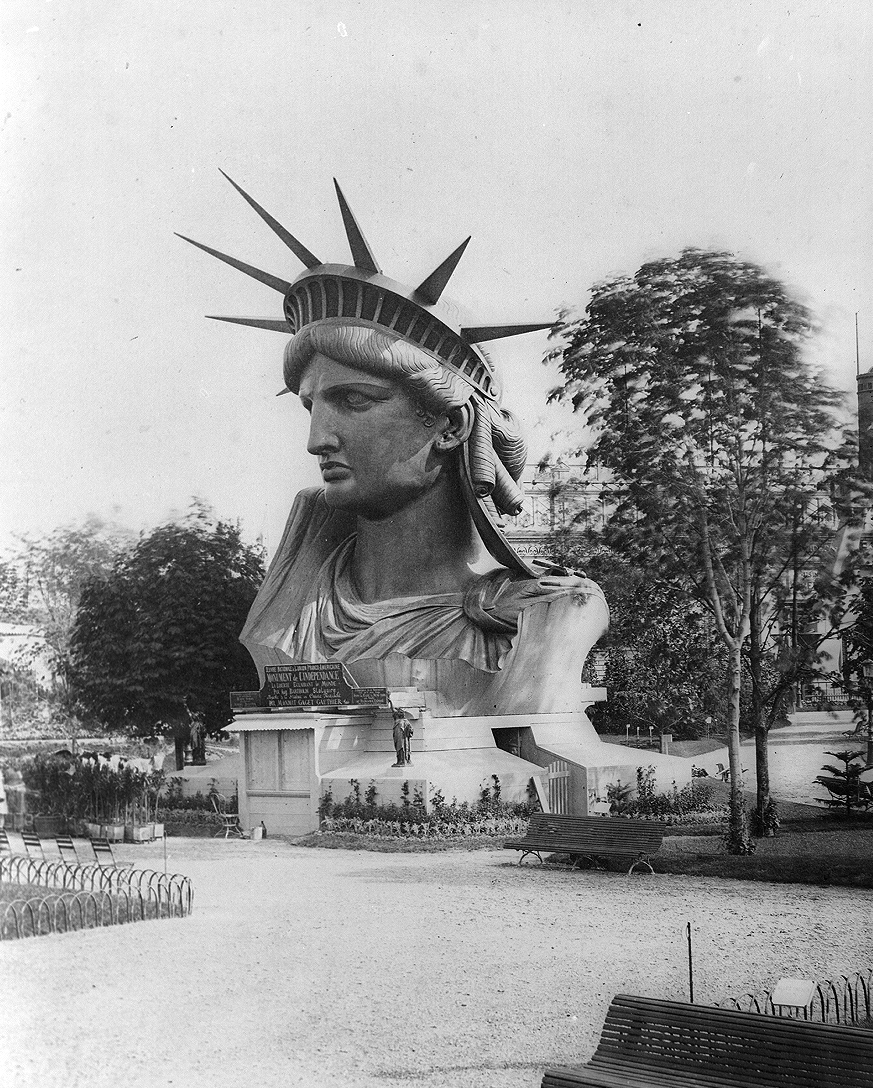
1878年，自由女神像的头部在巴黎世界博览会上展出

1877年返回巴黎后，巴托尔迪集中精力完成了塑像的头部，并在1878年的巴黎世界博览会上展出。募款仍在继续进行，市面上开始有塑像模型出售，市民还可以买票进入加吉特，戈捷公司的车间参观:137。法国政府授权发行了彩票，奖品包括银盘和塑像的陶瓦模型。截至1879年末，巴托尔迪已经筹得了约25万法郎:32。
帮助建造塑像头部和手臂的维奥莱-勒-杜克于1879年病倒且很快去世，没能说明铜制蒙皮固定到砖制墩头上的具体方法:136-137。一年后，巴托尔迪获得了创新设计师兼建筑商居斯塔夫·埃菲尔:137的帮助。埃菲尔与手下的结构工程师莫里斯·克什兰（Maurice Koechlin）决定放弃墩头工艺，改用铁桁架塔。埃菲尔没有使用完全固定的结构，因为这会使应力在蒙皮上积聚，最终导致开裂。考虑到塑像在纽约港受风时会有小幅的晃动，并且金属在炎热的夏季还会出现膨胀，他用末段为金属网的金属框架来铆接蒙皮。这一过程中的工作量很大，每一处铆接部分都需要单独打造。:139-143:22埃菲尔还使用浸满了虫胶的石棉作为绝缘物，防止蒙皮和骨架间发生电化学腐蚀:30。采用铁桁架塔还使得巴托尔迪不必再按原计划那样先在选址处建造骨架，而可以在法国完成大部分工作后，再将自由女神像拆解运输到贝德罗岛上重新组装起来:144。
埃菲尔的设计是最早的幕墙设计之一，即外墙不承重，由内部骨架支撑。塑像内部设计有两座螺旋楼梯，游者可以登上自由女神像头上的王冠:33。另外，火炬周围还有一个平台环绕，但是手臂的粗细只允许搭设一组12米长的梯子:32。随着铁桁架塔建造起来，埃菲尔和巴托尔迪细心地协调对方的工作，使得蒙皮和骨架能够严密接合:34。铁桁架塔部件则是在附近的巴黎郊区勒瓦卢瓦-佩雷的艾菲尔工厂建成。
作为开工的象征，美国驻法国大使列维·莫顿敲下了第一颗铆钉，将一块铜板固定在自由女神像的脚趾上。不过这并不意味着蒙皮就是按照自下而上的严格顺序安装；有些工作是由承包商完成，例如其中一个手指就是根据巴托尔迪的明确要求由法国南部小镇蒙托邦的一位铜匠制成:39。到1882年时，塑像已经完成到了腰部，巴托尔迪为此邀请记者到塑像内的平台上午餐以示庆祝:38。拉布莱于1883年逝世，法美联盟法国委员会主席、曾主持开凿苏伊士运河的斐迪南·德·雷赛布接替了他的工作。1884年7月4日，莫顿大使出席了在巴黎举行的完工仪式，德·雷赛布宣布法国政府已经同意承担将塑像运至纽约的费用:37。塑像以原样在巴黎放置了一段时间，到了1885年1月美国的底基施工进度达到要求时再拆解打包准备远涉重洋:38。

### 美国的募款和建造以及遭遇的批评

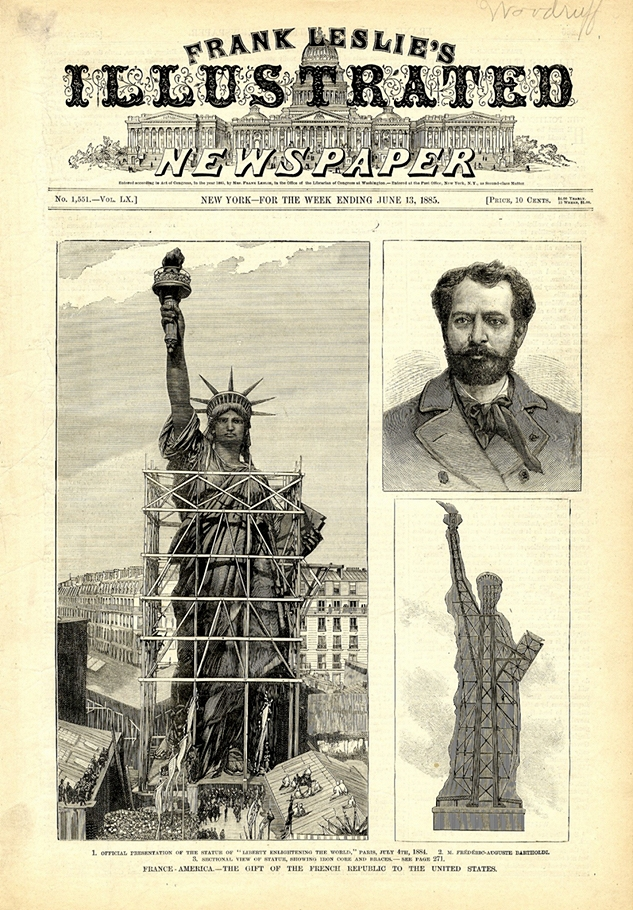
1885年6月的《弗兰克·莱斯利画报》，其上的木刻版画显示出位于巴黎的已完成塑像、巴托尔迪以及塑像的内部结构。

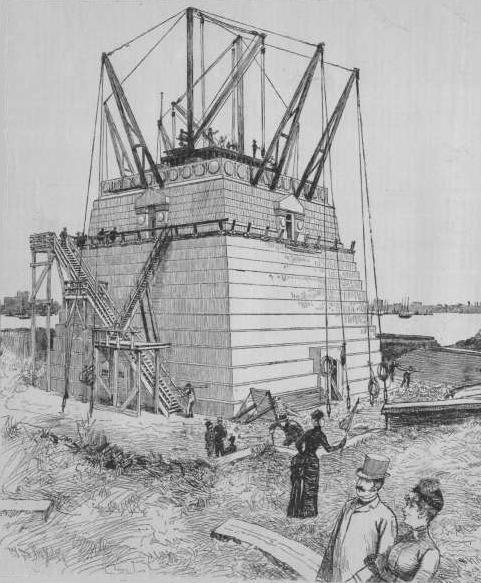
1885年6月，由理查德·莫里斯·亨特设计建造并且正在施工的底座

法美联盟美国委员会在为底座建设筹集资金的过程中遇到了很大困难。1873年经济恐慌导致的经济衰退持续了很长时间，多个类似的募款计划都遭遇了困难。当时在建的方尖碑，即华盛顿纪念碑，有时会因为经济原因停建数年，最终花费了超过35年才完成:159-160。同时无论巴托尔迪的计划还是美国人需要支付这件礼物的底座费用两点都招来了非议。一方面，内战后的美国社会普遍倾向于美国自己的、表现美国历史上真实事件和英雄人物的艺术品，而非自由女神等寓言人物:159-160。还有观念认为美国的公共工程应当由美国人自己来设计，当年由已经归化的意大利裔美国公民康斯坦提诺·布鲁米迪（Constantino Brumidi）装饰国会大厦之举都引起了强烈的批评:163。《哈珀周刊》（Harper's Weekly）宣称，希望“巴托尔迪和我们的法国表亲们将塑像和基座一起送给我们”:161。《纽约时报》则表示，“没有哪位真正的爱国者会赞同我们在如今的财政状况下为这么个铜制女性（人物塑像）承担支出”:160。面对这些批评，美国委员会在连续数年的时间里都没有采取多少行动:160。
巴托尔迪塑像的底座位置定在伍德堡中，这里是贝德罗岛上一处已经停止使用的军事基地，于1807至1811年建成。从1823年起，这里就处于基本荒废的状态，只有在内战期间曾用作征兵站:91。伍德堡的防御工事是一个朝向11点方向的星型，自由女神像的底座和地基将会对齐，确保塑像面朝东南，欢迎从大西洋进入港口的船只。1881年，纽约委员会委任理查德·莫里斯·亨特设计底座。亨特在几个月内就递交了一份具体方案，他预计的施工时间大概需要9个月:169。他提议的底座有35米高，委员会考虑到财政方面的困难而将之缩减至27米。
亨特的底座设计中使用了多种古典建筑元素，其中包括多立克柱式入口和其它用于将注意力集中在塑像本身的建筑细节。根据巴托尔迪的设想，每一边的门上方会有十个圆盘，各代表美国的一个州（1876至1889年间，美国一共有40个州），但这一设计最终没有落实。每一边的大门上方设有立柱环绕的阳台；巴托尔迪在接近底座的顶部位置设有一个观景台，其位置比塑像放置的位置要高。根据作家路易斯·奥金克洛斯（Louis Auchincloss）的描述，这个底座代表着一种欧洲的古老力量，正是这种力量孕育了自由女神。委员会聘请前陆军中将查尔斯·波默罗伊·斯通（Charles Pomeroy Stone）监督施工作业:71-72。15米深的地基于1883年开挖，底座在次年正式奠基:169。亨特原本设想以坚实的花岗岩建造底座，但是最终迫于财政压力修改了设计，只用花岗石作为墙面，内中浇筑6.1米厚的混凝土:184-186:49-50。采用的花岗岩来自康涅狄格州纽黑文县布兰福德（Branford）的贝蒂采石场。浇筑的混凝土质量创下当时的新纪录:184-186。
挪威移民土木工程师约阿希姆·戈程·吉阿夫（Joachim Goschen Giæver）设计了自由女神像的结构框架。他的工作包括起初的设计和计算、详细的制作和施工图纸以及对实际施工的监督。在完成塑像工程框架的过程中，他参考了居斯塔夫·埃菲尔的图纸和草图。
为自由女神像募款的工作于1882年展开，委员会组织了大量的筹款活动:163-164。其中一次艺术品和手稿拍卖活动邀请了诗人艾玛·拉撒路（Emma Lazarus）捐赠一首诗作。起初她拒绝了邀请，称自己没法为塑像写出一首诗。这一时期，她投身到了协助从东欧逃避反犹太主义迫害而来到纽约的难民。这些难民曾被迫在家境优越的拉撒路从未体验过的恶劣环境下生存。她把自己对难民的同情融入到为自由女神像所创作的诗篇当中:165-166，由此产生的就是十四行诗《新巨人》（The New Colossus），其中标志性的一句“给我你那疲惫、困顿、渴求自由呼吸的芸芸众生”已经成为自由女神像的独特标志，与整首诗一起刻在地基内博物馆的一块牌匾上:172-175。
虽然采取了各种措施，进行了各项努力，但筹款工作的进展还是滞后。纽约州州长格罗弗·克利夫兰于1884年否决了一项为塑像建设提供5万美元的法案。1885年，美国国会提议拨款10万美元，这笔款项将足以完成整个项目，但仍因民主党议员拒绝接受而功败垂成。纽约委员会的银行账户里只剩下3000美元，只能暂停底座的建设。由于项目岌岌可危，包括波士顿和费城在内的其他多个城市团体组织表示只要将塑像迁至他们的城市树立，就愿意承担全部费用。

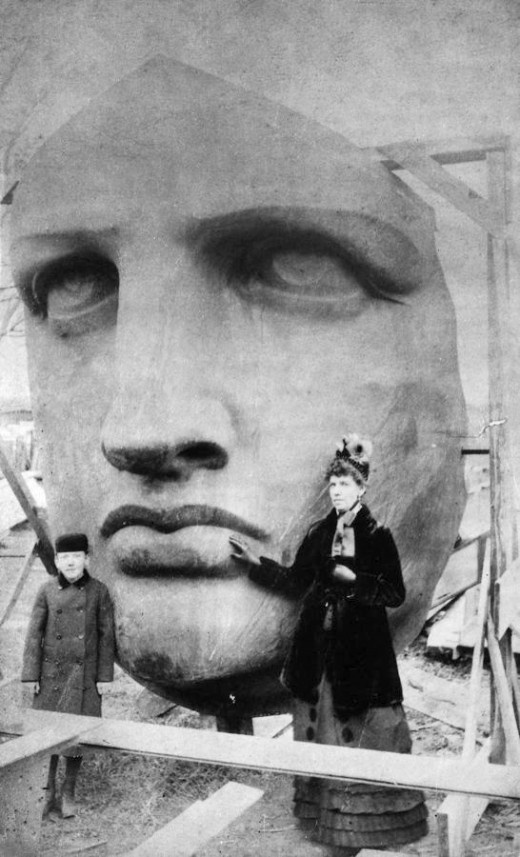
自由女神像的头部于1885年6月17日送抵纽约

《纽约世界报》出版商约瑟夫·普立兹宣布要为项目集资10万美元。他承诺会把每位捐款人的名字都印到报纸上，无论他们捐献的金额到底是多少:40-41。这一做法吸引了大量纽约民众的注意，特别是当普立兹开始在报纸上发表他从捐款者那里收到的注释说明文字的时候，例如“在这个世界上独自一人的年轻女孩”“出于自我否定而捐赠60美分”:105。一位“穷苦的办公室男孩向底座基金奉献5美分”，还有一群孩子们一起捐了一美元，说“我们省下了去看马戏的钱”:51。一位“孤独而且非常年长的女人”也捐出一美元:105。位于布鲁克林市（该市要到1898年才并入纽约市）一个酗酒人士之家的成员捐了15美元，其他人也通过酒吧和酒馆的捐款箱做出贡献:107。远在艾奥瓦州达文波特的一个幼儿园班级也给《纽约世界报》寄来了礼物：1.35美元:105。随着捐款源源不断地流入，纽约委员会恢复了底座的建设工作:110-111。
1885年6月17日，法国汽船“伊泽尔号”（Isère）带着自由女神像安然抵达纽约港。纽约市民表现出对塑像新的热情，有多达20万人和数以百计的船只在码头排队欢迎“伊泽尔号”以及装有拆解塑像的板条箱:112。1885年8月11日，连续5个月来每天都在号召人们为塑像基金捐款的《世界报》宣布一共从12万捐款人那里筹集了10.2万美元，其中80%的人所捐数额不到一美元:114。
筹款工作虽然取得了成功，但底座还是一直到1886年4月才完成，塑像的重组工作随即开始。艾菲尔的铁制框架挂靠在混凝土底座中的钢制工字梁上并组装起来:19。这一部工作完成后再小心地把蒙皮一片片连接起来:49。由于底座的宽度太大，因此不可能架设脚手架，工人在连接蒙皮时只能用绳子吊在空中，幸运的中，整个建设工作期间没有出现人员丧生:64。巴托尔迪曾计划在火炬的阳台上安装泛光灯用于照明，但美国陆军工程兵团在塑像落成一周前否决了这一提议，担心这会导致船的驾驭员在经过塑像时因光照到眼睛而无法看清前方情况。于是巴托尔迪在火炬上切出舷窗，把灯放置在舷窗以内，舷窗外还有金箔覆盖:36。岛上为火炬照明及其它供电需要还新建了发电厂:133-134。蒙皮全部装好后，纽约市中央公园和布鲁克林展望公园的设计师，知名景观设计师弗雷德里克·劳·奥姆斯特德（Frederick Law Olmsted）负责监管贝德罗岛上的清理工作，准备迎接即将举行的落成仪式:65。

### 落成

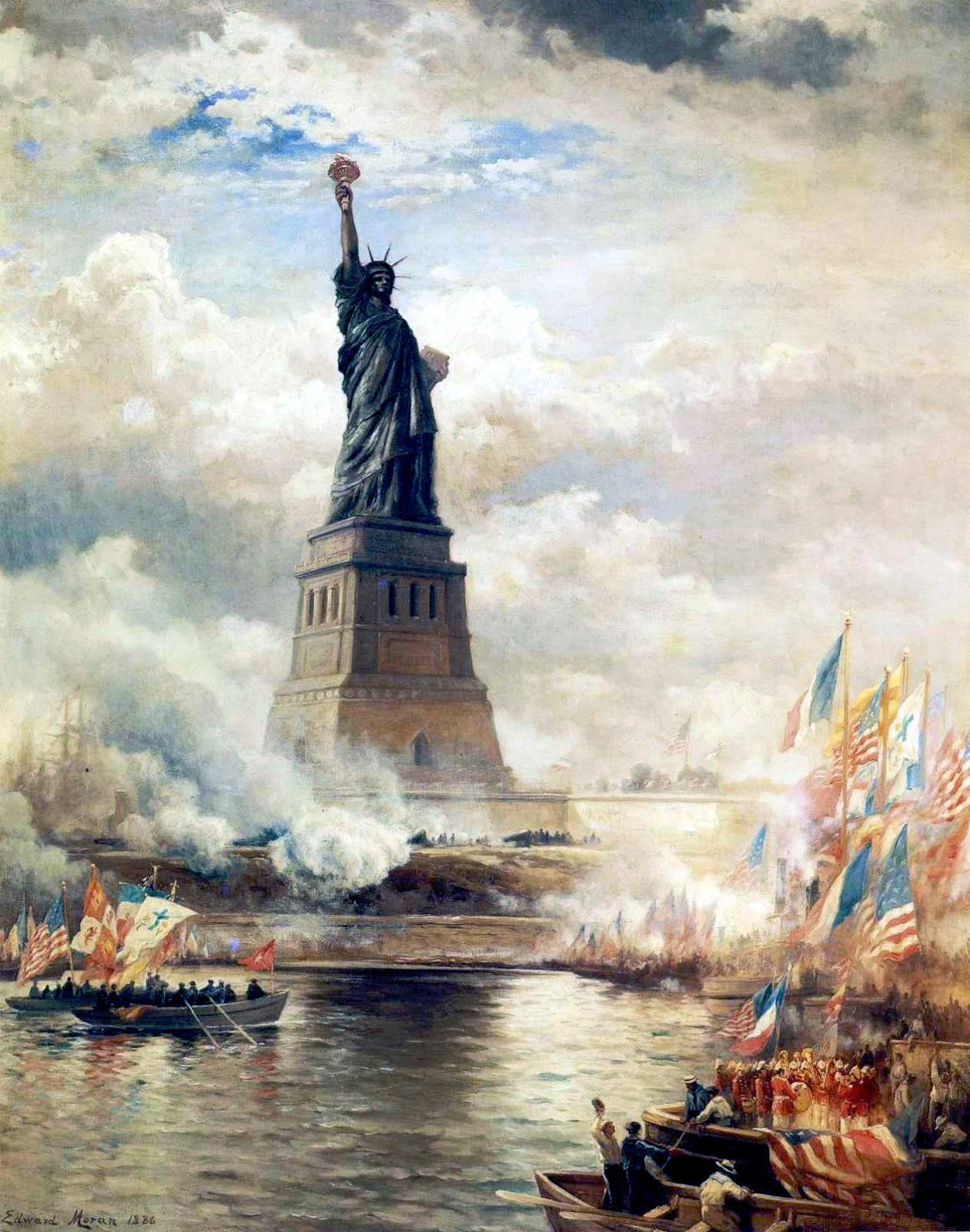
愛德華·莫蘭的布面油画《自由女神照亮世界的揭幕》，存放在纽约市博物馆，属J·克拉伦斯·戴维斯收藏。

1886年10月28日下午，时任总统、前纽约州州长格罗弗·克利夫兰主持了自由女神像的落成仪式:176。这天早上纽约市举行了盛大游行，参与和观看的人数估计在数十万到近百万之间。克利夫兰总统领导了这次游行，然后站在观礼台上观看来自全美各地的乐队演出和游行队伍。斯通将军则是游行的典礼官。队伍从曾展出塑像手臂的麦迪逊广场出发，途经第五大道和百老汇到达曼哈顿最南端的巴特里公园，其间还有小幅绕行，以便队伍能够在《世界报》位于公园街的大楼前经过。游行队伍经过纽约证券交易所时，交易员从窗户向外抛洒纸带，为纽约增加了纸带游行的新传统:177-178。
下午12点45分又开始了一场海上游行，克利夫兰总统登上游艇前往贝德罗岛准备进行落成仪式:52。德·雷赛布代表法国委员会首先上台演讲，然后是纽约委员会主席，联邦参议员威廉·M·埃瓦茨。埃瓦茨的演讲接近尾声时，挡住塑像面部的法国国旗逐渐降低为其揭幕，但巴托尔迪这时因将讲话中的一处暂停误以为是结束而提早放下了国旗，随之而来的欢呼声也让埃瓦茨不得不结束自己的讲话:177-178。接下来克利夫兰总统也上台演说，称这座塑像的“光亮必将刺穿无知和人类压迫的黑暗，直至自由照亮世界”:127。站在讲台附近观看的巴托尔迪也获得了上台演讲的邀请，但是他谢绝了众人的好意。最后一位演讲的是演说家昌西·迪皮尤（Chauncey Depew），他的讲话非常冗长:71。
落成仪式只对政要开放，普通民众未能参与。只有两位女性获许出席，分别是巴托尔迪的夫人和德·雷赛布的孙女，官方对此的正式说法是他们担心女性会在人群的挤压中受伤。纽约的女权主义者对这种限制感到不满，她们租下一条船到达了她们能够到达的最近位置。该组织的领导人发表演说，为塑像以一位女性作为自由象征表示欢迎，并且倡导赋予女性投票权:127。由于天气情况不佳，原计划的烟花汇演一直推迟到11月1日才举行:128。
落成仪式结束后不久，非裔美国人报纸《克利夫兰公报》提出，在美国“从现实上”成为一个自由国家以前，不应该点亮塑像上的火炬：

“自由照亮世界”，的确如此！这一表述让我们感到恶心。这个政府是场狂噪的闹剧。它既不能、也不愿保护“自己”边界以内的公民。把巴托尔迪的塑像、火炬和所有的一切都推进大海吧，直到这个国家的“自由”有可能让一个与世无争的勤劳有色人种为自己和家人争取体面的生活，不会被私刑迫害甚至谋杀，他的财产也不会遭到破坏。否则，不要说用这个国家的“自由”“照亮世界”，哪怕只是想让它照亮巴塔哥尼亚，也只能是荒谬绝伦之事。

## 落成以后的历史

### 1886至1933年：灯塔委员会和战争部管理时期

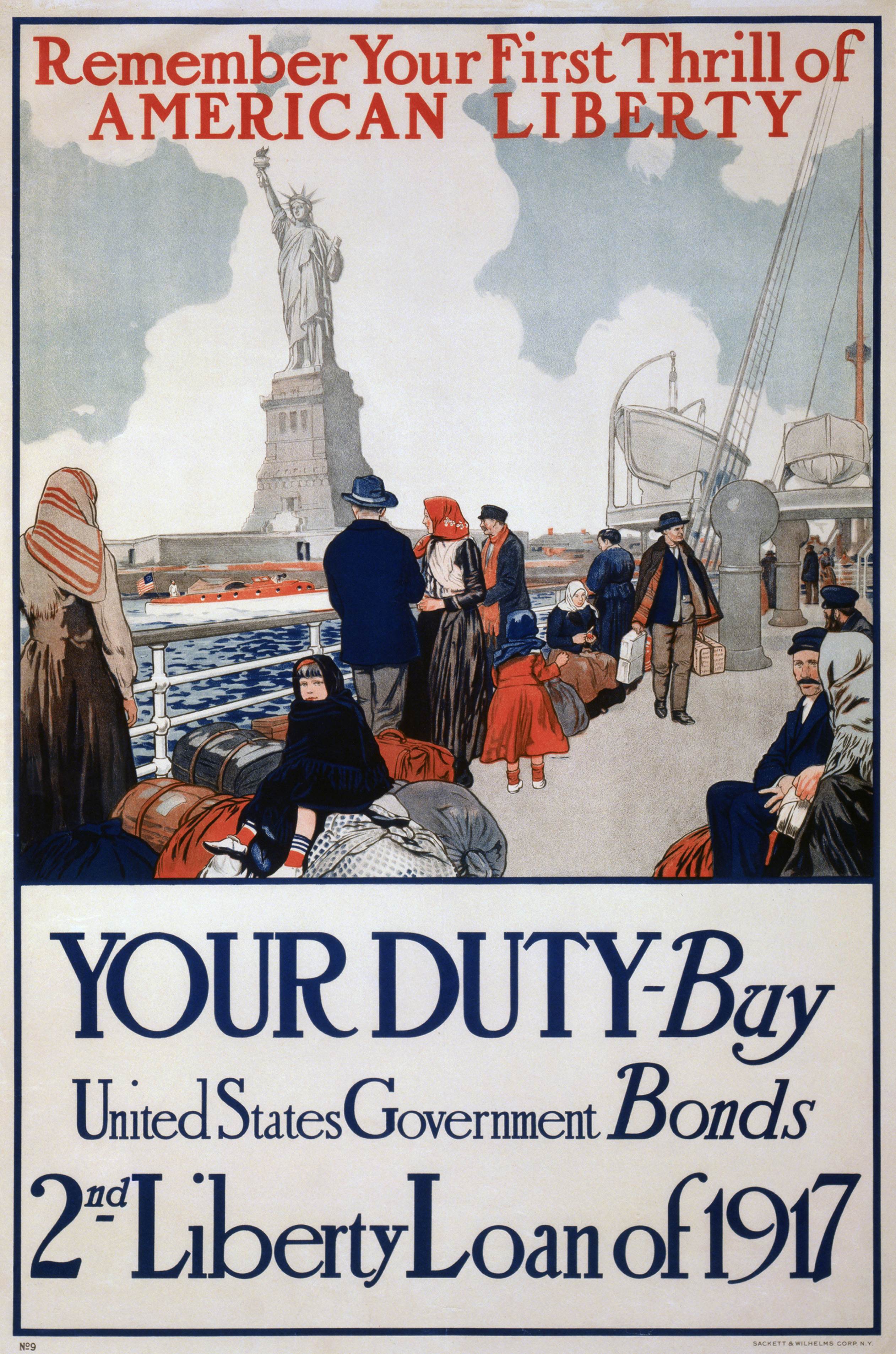
政府用自由女神像来促销自由债券的海报

自由女神像的火炬于落成仪式当晚点亮，但产生的光芒非常微弱，在曼哈顿几乎都很难看到。《纽约世界报》称这“与其说是明灯，不如说是萤火虫”:133-134。巴托尔迪提议在塑像上贴金，增强对光线的反射能力，但事实证明这样的成本太高。美国灯塔委员会于1887年开始负责自由女神像的管理，承诺会安装设备增强火炬的照明能力，但在他们采取了多种措施后，塑像到了夜间仍然几乎看不到。1893年巴托尔迪重返美国后又对此提出了多种建议，但效果都很不理想。不过他还是成功改善了塑像内部的照亮，让游客可以更充分地了解艾菲尔设计中的长处:133-134。1901年，由于事实已经证明这座塑像作为灯塔可谓一无是处，因此曾服务于纽约委员会的时任总统西奥多·罗斯福下令将其管理权转交战争部:41。贝德岛上开始有一个单位的陆军通信兵驻扎，再从1923年起由宪兵驻扎，直到该岛不再属军事管辖时止:24。
自由女神像很快就成为纽约的地标，许多从纽约港进入美国的移民视其为欢迎的信号。移民的口述历史中记载了他们首次看到自由女神像时的兴奋之情。其中一位来自希腊的移民这样回忆道：
我看到了自由女神像。我对自己说：“女士，你可真美！你张开双臂，让所有的外国人都来到这里。给予我机会在美国证明自己的价值，成就事业、成就自我。”那座塑像将永远留在我心里。:78
塑像起初是暗沉的铜色，但1900年过后不久，铜制蒙皮上开始因氧化而有绿色的铜绿（学名碱式碳酸铜）蔓延。媒体早在1902年初就提及了这种现象，到了1906年，整座塑像都已被铜绿覆盖。当时有观点认为铜绿说明塑像受到了腐蚀，国会为此拨款6.28万美元进行各种修复，并在塑像内部和外部进行粉刷。当时针对的外部粉刷还招致了相当大规模的公众抗议。美国陆军工程兵团研究了铜绿可能对塑像产生的任何不利影响后得出结论，这一氧化层实际上能保护蒙皮免受侵蚀，“软化了塑像的轮廓，令其更显美观”:168，因此只有塑像的内部进行了粉刷。陆军工程兵团还安装了电梯，游客可以搭乘这架电梯从地基上升到底座顶部:168。

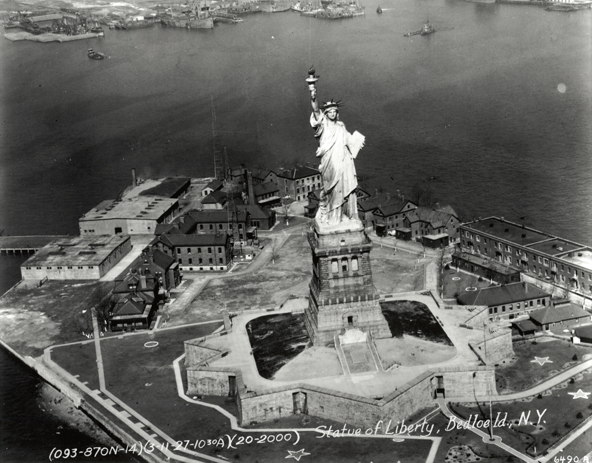
1927年的贝德罗岛，可以看到塑像和军队的建筑物，还可以看到塑像地基上的伍德堡。

1916年7月30日正值第一次世界大战期间，德国破坏分子在泽西市布莱克汤姆半岛引发了一场灾难性的大爆炸，这里之后将成为自由州立公园，距贝德罗岛很近。多个装载有计划送往英国和法国支援其战事的炸药和其他爆炸物的车皮被炸毁，爆炸还导致7人死亡。自由女神像也受到了轻度破坏，其中主要是高举火炬的右臂，塑像因此关闭了10天。对塑像和岛上其它建筑物的修复成本约为10万美元。通向火炬的通道从此因公众安全方面考量予以封闭，之后再也没有开放。:71
同年，继承父业成为《纽约世界报》出版商的拉尔夫·普立兹开始倡议筹资3万美元，用来安装夜间照亮塑像的外部照明系统。他声称有超过8万人捐款，但未能达到目标。一位富有的捐款人把普立兹的倡议变成了现实，但这一事实直到1936年才披露。岛上通过海底电缆从大陆运送电力，伍德堡的围墙沿线安装了许多泛光灯。之后会雕刻拉什莫尔山的格曾·博格勒姆（Gutzon Borglum）重新设计了火炬，把原来的大部分铜用彩色玻璃代替。1916年12月2日，总统伍德罗·威尔逊按下开关打开了电灯，这次终于成功照亮了塑像。:136-139
1917年加入一战后，美国开始在征兵海报和自由债券上大量使用自由女神像，敦促美国公民支援战争。这样的做法既向公众宣示了战争保卫自由的既定目的，也提醒着大家四面楚歌的法国曾经送给美国这样一件礼物。:148-151
1924年，总统卡尔文·柯立芝根据《联邦文物法》的授权宣布自由女神像成为国家纪念区:41。5年后，一位男子从塑像王冠处的窗户爬出后从高空跳下，在塑像的胸部擦过后摔死在地面，这也是自由女神像历史上唯一一次有人在此自杀身亡:147。

### 1933至1982年，早期国家公园管理局时期

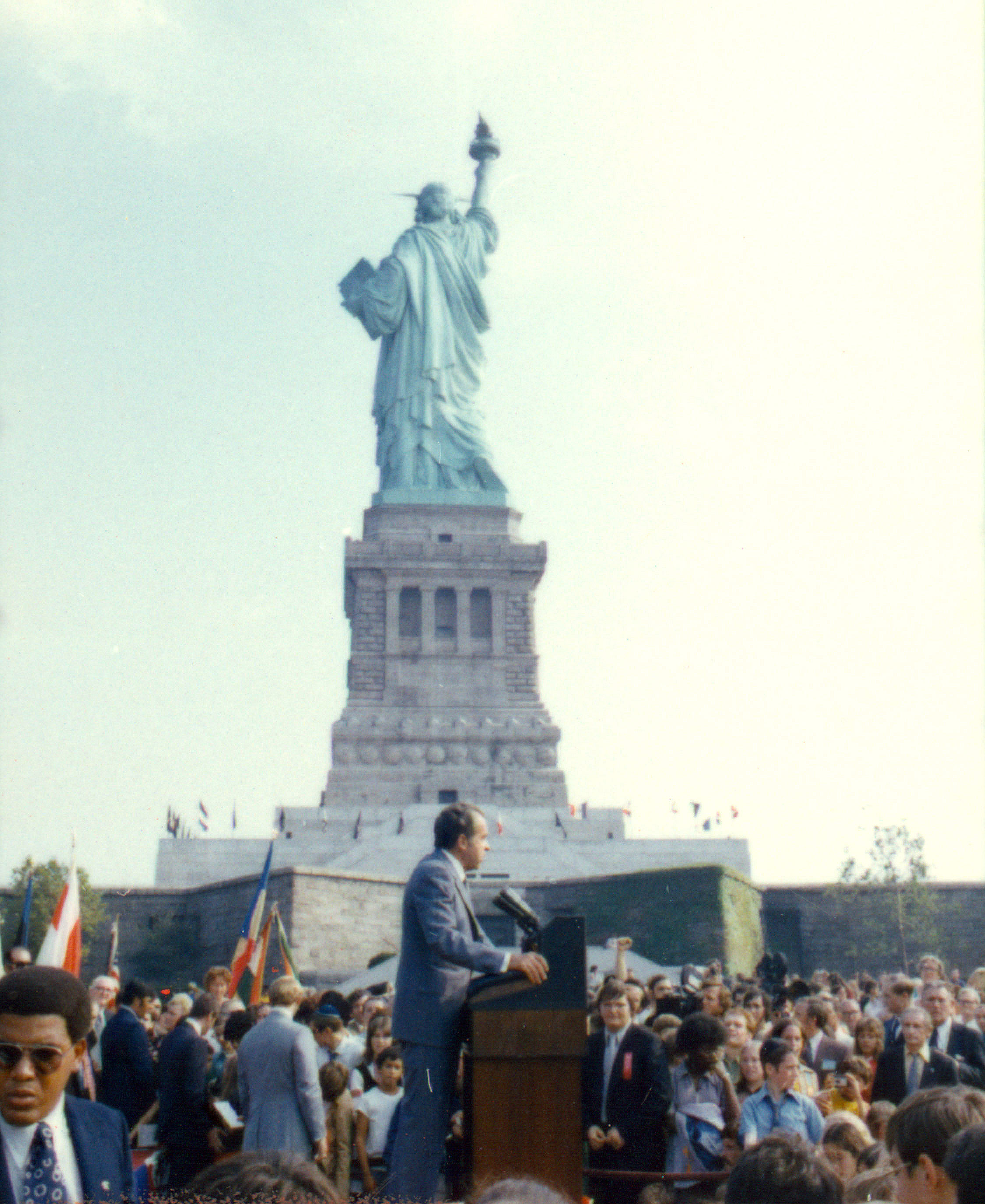
1972年9月26日，美国总统理查德·尼克松参观自由女神像并主持美国移民博物馆的开幕式。从照片可以看出塑像人物略抬起右脚，似乎正在前进。

1933年，美国总统富兰克林·德拉诺·罗斯福下令将塑像管理权移交美国国家公园管理局。1937年，国家公园管理局获得了贝德罗岛其余部分的管辖权:41。军队撤离后，国家公园管理局开始将该岛改建成公园:136。公共事业振兴署拆除了原有的大部分建筑，并且把岛最东面的环境重新编排，从塑像后方设立了新的入口并建成花岗岩台阶。公共事业振兴署还在塑像内部开展修复工程，暂时移去光环上的灯光，以便更换其下已经生锈的支撑。底座中生锈的铸铁台阶改用钢筋混凝土制成的新台阶替换:202，塑像内的上部楼梯也予更换。底座还安排了铜装护套，防止受到已经渗入底座的雨水损伤:169。整座塑像从1938年5月起停止向公众开放，直至同年12月才恢复:202。
第二次世界大战期间，自由女神像继续向游客开放，只是因战时灯火管制而没有在夜间提供照明。只有在1943年12月31日曾短暂点亮，同时还在盟军诺曼底登陆的1944年6月6日用灯光闪出“点、点、点、点、线”，这段摩尔斯电码信号代表的是胜利的“V”。1944至1945年，塑像安装了更强烈的新照明灯光，从第二次世界大战欧战胜利纪念日开始恢复在日落后提供照明。不过这以后的照明在每个晚上仍然只持续几个小时，一直到1957年后才会每天通宵长明:141-143。1946年，塑像内部游客能够到达的地方涂上了一种特别塑料，这样游客的涂鸦就可以轻易冲洗掉:169。
1956年，贝德罗岛经一道美国国会法案正式更名自由岛，早在巴托尔迪时期就曾有过这样的更名倡议。这道法案中还提议在岛上建立美国移民博物馆，其支持者为项目争取了联邦政府的批准，只是拨款仍然姗姗来迟:147-148。1965年，总统林登·约翰逊宣布把自由岛附近的埃利斯岛列为自由女神像国家纪念区的组成部分:41。1972年，位于塑像地基的移民博物馆在总统理查德·尼克松主持的仪式上开幕。这座博物馆的支持者一直没有提供捐赠确保其未来继续开放，1991年，随着埃利斯岛上的移民博物馆开幕，原来的这座博物馆随之关闭:19。
1971年12月26日，15位反对越南战争的退伍军人占据了自由女神像，把美国国旗倒挂在王冠上，一直到12月28日联邦法院下令后才离开。此外还多次有示威者占据塑像，其立场包括波多黎各独立、反对堕胎、反对美国干预格林纳达等。得到国家公园管理局许可的示威游行活动包括骄傲游行和一年一度的奴役波罗的海国家游行:72–73。
1976年，自由女神像于美国建国两百周年庆典即将来临之际安装了强劲的新照明系统。1976年7月4日，来自世界各地的多艘高桅横帆船进入纽约港参加帆船赛，比赛围绕自由岛进行，自由女神像成为其中的焦点:143。这天接近尾声时还在塑像附近进行了壮观的烟花展示:20。

### 1982至2000年，翻修和重新落成

1986年7月4日，第一夫人南希·里根（身着红衣）重新将塑像向公众开放

1986年是自由女神像落成100周年，对此法国和美国的工程师对其进行了巨细无遗的检查:165。早在1982年时，就有报告称塑像需要相当规模的修复。工程师经过仔细研究后认为，塑像右臂与主体结构的连接失当。强风吹袭时塑像的摇曳幅度也越来越大，有结构失效的巨大风险；此外，头部的位置与中心偏离了0.61米，头上的尖芒因在风中产生的位移而在右臂上刺出了一个洞。铁桁结构已经受到严重腐蚀，还有约2%的外部板材需要更换:169-171。虽然铁桁结构的问题早在1936年初就已发现，但腐蚀程度大部分都被多年来的层层粉刷掩盖:38。
1982年5月，总统罗纳德·里根宣布组建自由女神像——埃利斯岛百年委员会，由执掌克莱斯勒集团的李·艾科卡担任主席，负责筹集完成修复工作所需要的资金:204-205。委员会组成自由女神像——埃利斯岛基金会公司，筹集到超过3.5亿美元的捐款:216-218。自由女神像是公益营销活动最早的受益方之一。1983年进行的一项推广宣传中每有一笔交易通过美国运通卡进行，该公司就会捐献一美分用于塑像翻新。该活动一共向修复项目捐出了170万美元。
1984年，塑像开始向公众关闭进入翻修阶段。工人架设的脚手架遮挡了观看塑像的视野。工人采用液氮来除去经过数十年后已经浸入铜制蒙皮内部的油漆层，剩下的还有两层煤焦油，起初是用于堵住可能存在的孔洞并且防止塑像受到腐蚀。工人采用小苏打粉末进行爆破，这样既可以除去煤焦油，又不会对铜造成损伤:81。巴托尔迪曾使用含有石棉的物质来防止电化学腐蚀（经过之后的检查发现这并没有什么效果），这给修复工作产生了阻碍。塑像内部的工作人员必须穿戴有“登月服”之称的防护用具，并且配备自给式呼吸系统:76。铜制蒙皮上较大的孔洞得到修补，并且在必要时还增加了新的铜皮:55。用于替换的铜皮来自贝尔实验室的铜质屋顶，这些蒙皮也像塑像上一样有一层铜绿。作为交换，该实验室得到了一些老的铜制蒙皮来做实验:172。火炬自1916年改建后就存在漏水的情况，因此使用了巴托尔迪火炬的准确翻版替换:153。工程期间还曾考虑更换手臂和肩膀，但国家公园管理局坚持只对其加以修复:75。
由居斯塔夫·埃菲尔设计的整个铁桁架塔都予以更换。蒙皮旁边的低碳耐腐蚀不锈钢栏杆中使用了合金来增加弹性，令其在塑像出现小型晃动时可以恢复到原有形状:74-76。为了防止手臂和头上的尖芒接触，尖芒的角度做了少许调整:57。照明系统也再度更换，之后的夜间照明改用金属卤化物灯，可以用光柱照亮塑像的特定部位，展现出各种细节:153。游客如要进入底座，原本需要通过20世纪60年代所建的一个不起眼入口，翻新后，这里更换成了一系列巨大的青铜制门框出的宽敞入口，门上还有这次翻修的设计符号:71。底座安装了现代化的电梯，让残疾人也可以进入底座的观景区:84。塑像内还装配了应急电梯，可以一直到达塑像肩膀部位高度:88。
1986年7月3日至6日是美国的“自由周末”，标示着塑像落成100周年并重新开放。里根总统主持了重新落成仪式，法国总统弗朗索瓦·密特朗也有出席。7月4日再次举办了帆船赛:106，塑像于7月5日重新向公众开放。里根在重新落成仪式上表示：“我们是自由火焰的守护者，我们把它高高举起，让全世界都能看到”:106。

### 2001年起：关闭和重新开放

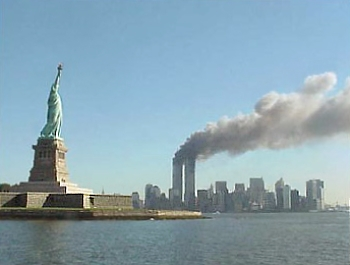
2001年9月11日，熊熊燃烧的世界贸易中心双子塔，后方是自由女神像。

九一一袭击事件发生后，自由女神和和自由岛都立即停止向公众开放。自由岛于2001年末重新开放，但底座和塑像仍然关闭。其中底座于2004年6月重新开放，但塑像仍然关闭，对此国家公园管理局表示，如果开放塑像，一旦出现紧急情况将难以进行疏散。乔治·沃克·布什担任总统期间，国家公园管理局始终坚持这一立场。对此，纽约州联邦众议员安东尼·韦纳（Anthony Weiner）决定把塑像的再度开放作为自己的一项重要目标。2009年5月17日，总统贝拉克·奥巴马手下的内政部长肯·萨拉查宣布，作为献给美国人民的“特殊礼物”，自由女神像将于7月4日起重新向公众开放，但是每日能夠登上王冠的游客数量将受到限制。
2011年10月29日是自由女神像落成125周年，包括底座和地基在内的整座塑像再度关闭，以便安装新的电梯和楼梯，并增加包括厕所在内的其它设施。塑像于2012年10月28日再度向公众开放，但仅一天后就又因飓风桑迪的影响再度关闭。虽然这场风暴并没有对塑像造成损伤，但还是摧毁了自由岛和埃利斯岛上的部分基础设施，用来将游客运到岛上的游轮码头严重受损。2012年11月8日，国家公园管理局的一位发言人宣布，两岛都会继续因维修工作不限期关闭。自由岛上因缺乏电力而安装了发电机，用来临时为夜间照亮塑像的泛光灯供电。自由女神像国家纪念区管理员大卫·卢辛格（David Luchsinger）在岛上的家受到严重破坏，他表示自己会在自由岛重新向公众开放以前的这几个月时间里保持乐观。2013年7月4日，塑像和自由岛恢复开放，但埃利斯岛仍然关闭。2013年10月，由于联邦政府关闭，自由岛也像全美其它多个以公众资金资助的博物馆、公园、纪念碑、建筑项目和建筑物一样关闭了一段时间。

## 访问和特性

### 位置和游客

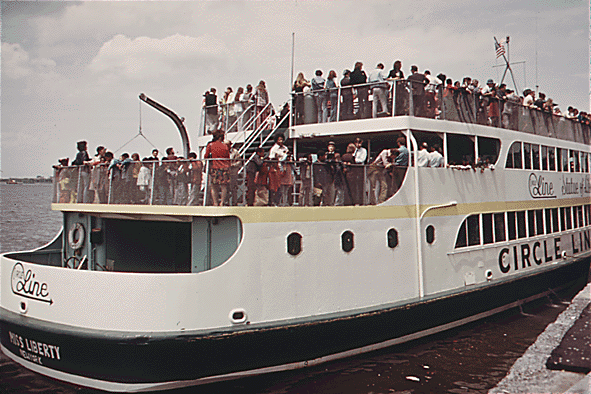
1973年6月，游客搭乘环线轮渡前往自由岛

自由女神像坐落在上纽约湾的自由岛，位于埃利斯岛以南。两岛均于1800年由纽约州转让给联邦政府。根据1834年纽约州和新泽西州在海湾中心划分州界议题上达成的协助，这两个岛虽然在地理上更靠近新泽西州一侧，但仍属纽约州领地，不过埃利斯岛通过填海造出的土地则属新泽西州领地。
自由女神像国家纪念区的入口不收门票，但游客上岛必须搭乘收费的轮渡服务，因为私人船只不能在岛上停泊。2007年，塑像游轮取代了自1953年起经营运输和售票设施的环线轮渡。轮渡从霍博肯的公园和曼哈顿下城的巴特里公园出发，在埃利斯岛向公众开放期间还会在该岛停靠，让游客可以有多种行程选择。所有轮渡乘客在上台前都需经过类似机场的安全检查。有意进入塑像地基和底座的游客需要取得免费提供的博物馆和底座门票，并与轮渡票一同出示。有兴趣从塑像内楼梯爬上王冠的游客需要购买一种特殊门票，这种门票可以提前一年预订。平均每天只允许300人登上王冠，每组10人，每小时3组。登顶人士只允许帶基本生活物品，其它物品可以暂存在储物柜，同时还需再经过一轮安全检查。

### 碑刻、牌匾和献辞

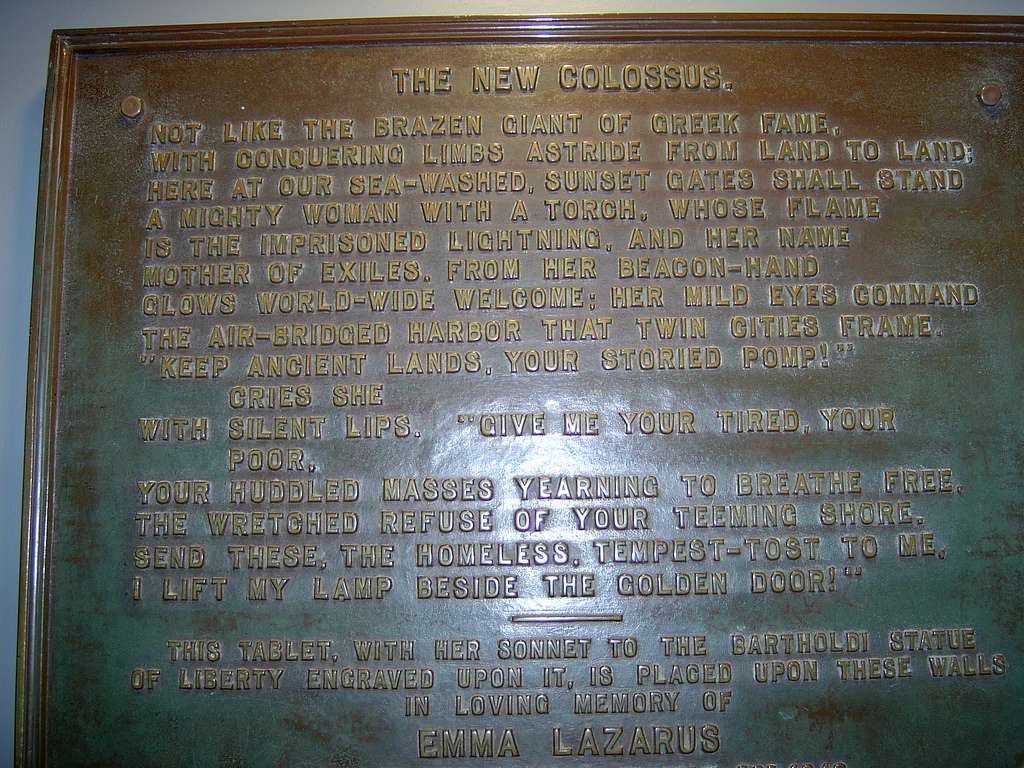
纪念诗人艾玛·拉撒路的牌匾，其上刻有她的诗作《新巨人》

自由女神像上及其附近有多块牌匾和献辞石板。塑像前方手指下方的铜片上有一块牌匾，其上标明这是一尊代表自由的巨型塑像，由巴托尔迪设计，巴黎的加吉特，戈捷公司建造。还有一块同样刻有巴托尔迪名字的介绍石板上宣布，这座塑像是法兰西共和国人民送来的礼物，纪念“两国在实现美利坚合众国独立上结成的联盟并证明他们持久的友谊”:222-223。纽约委员会也放置了一块石板，纪念当年为建造底座进行的筹款。此外，共济会还在基石中放置有一块牌匾:222-223。
1903年，艾玛·拉撒路的朋友制作了一块纪念这位诗人的铜制牌匾，其上还刻有诗作《新巨人》全文。这块牌匾起初80多年里一直装在底座中，直到1986年翻修后再移至地基中的自由女神像博物馆。与牌匾一同放置的还有艾玛·拉撒路纪念委员会1977年赠送的一块石板，其上也是纪念这位诗人生平的内容。:222-223
自由岛的最西侧矗立有一组塑像，纪念与自由女神像关系密切的人。其中两位是美国人（普立兹和拉撒路），三位是法国人（巴托尔迪、拉布莱和埃菲尔），这些塑像是马里兰州雕塑家菲利普·拉特纳（Phillip Ratner）的作品。:163
1984年，联合国教科文组织将自由女神像列为世界遗产。该组织在“意义声明”中称，这座塑像是“人类精神的杰作”，“鼓励思考、辩论和抗争，成为自由、和平、人权、废除奴隶制，以及民主和机遇强而有力的象征。”

### 物理特性

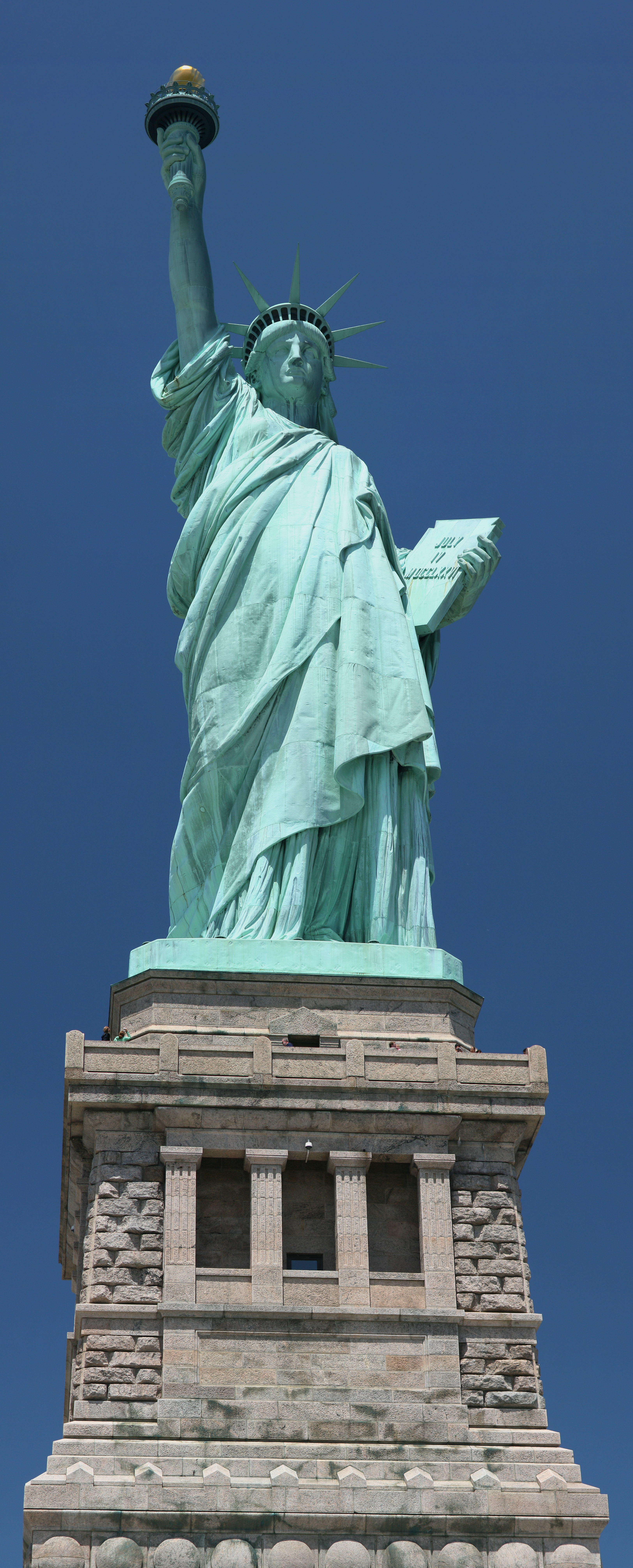
从自由岛上看自由女神像

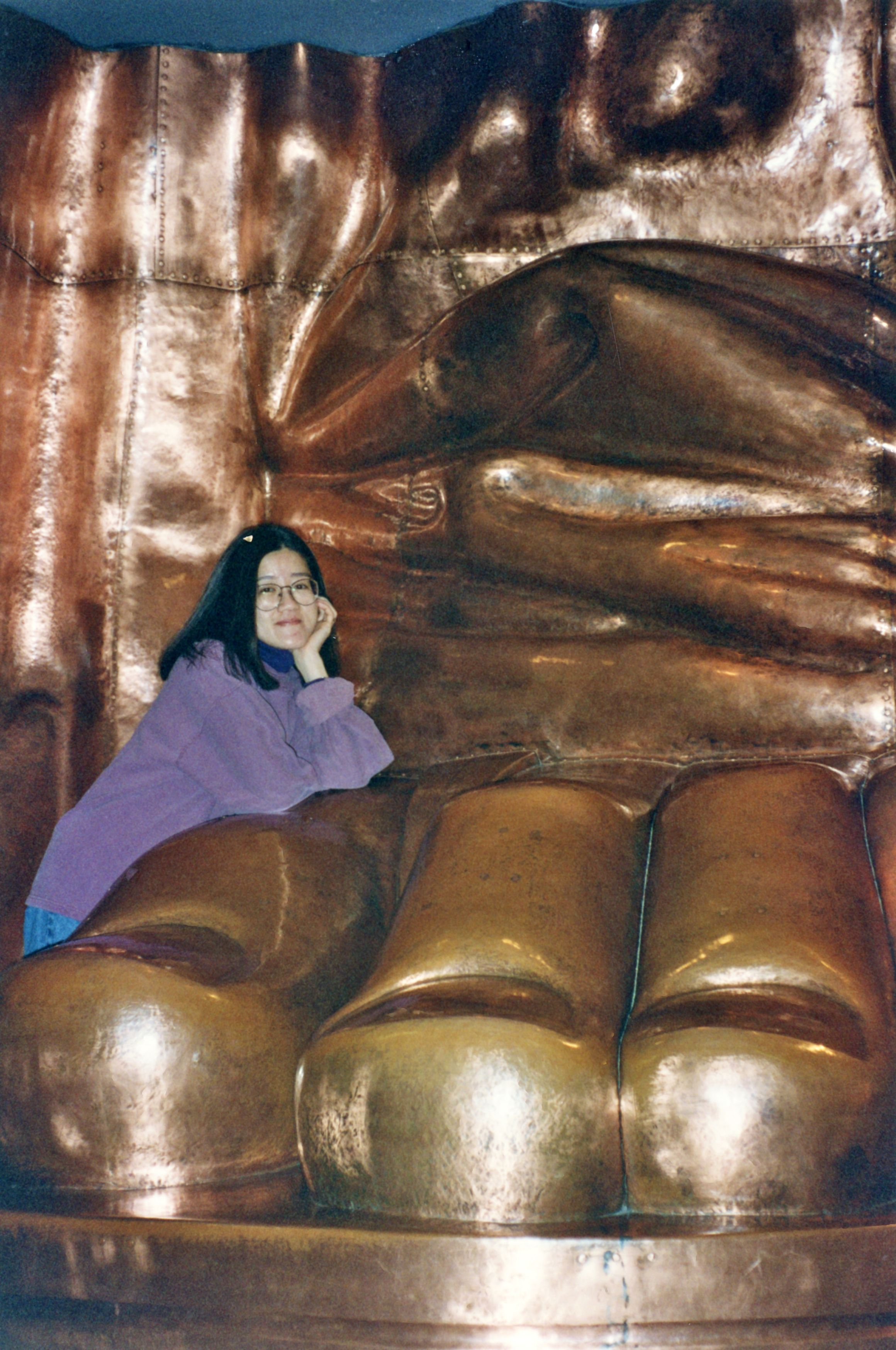
真人与塑像脚的大小对比

| 项目                       | 数据    |
| -------------------------- | ------- |
| 铜像高度                   | 46米    |
| 地基（地面）到火把尖端     | 93米    |
| 脚跟到头顶                 | 34米    |
| 手长                       | 5米     |
| 食指长                     | 2.44米  |
| 第二关节周长               | 1.07米  |
| 头部高度（从下巴到头盖骨） | 5.26米  |
| 头部宽度（从左耳到右耳）   | 3.05米  |
| 两眼之间的距离             | 0.76米  |
| 鼻子长度                   | 1.48米  |
| 右臂长度                   | 12.8米  |
| 右臂最大厚度               | 3.66米  |
| 腰部宽度                   | 10.67米 |
| 嘴巴阔度                   | 0.91米  |
| 刻写板长                   | 7.19米  |
| 刻写板宽                   | 4.14米  |
| 刻写板厚                   | 0.61米  |
| 底座高度                   | 27.13米 |
| 地基高度                   | 19.81米 |
| 塑像使用铜的总重量         | 27.22吨 |
| 塑像使用钢的总重量         | 113.4吨 |
| 塑像总重量                 | 204.1吨 |
| 铜箔厚度                   | 2.4毫米 |

## 描绘
世界各地展列有数以百计的自由女神像复制品:200-201。巴黎的美国人社区曾将一个高度达到原版四分之一的塑像复制品送给巴黎市，这座塑像如今坐落在巴黎天鹅岛，面朝女神像本尊所在的西方:200-201。曼哈顿西64街的自由仓库顶部曾有一尊9.1米高的自由女神像矗立多年:200-201，如今这尊复制品已经进入布鲁克林博物馆。1949至1952年，美国童军在加强自由之臂活动中用模压铜制作了约200个塑像复制品，送给美国各个州和市，铜像的高度约为2.54米。六四事件期间，北京天安门广场曾经短暂立起一座民主女神，虽然这尊塑像并非自由女神像的复制品，但同样是受到法国民主传统的启发，当时雕塑家还小心地避免直接模仿自由女神像:103-104。此外，位于内华达州拉斯维加斯赌城大道的纽约-纽约酒店有一系列的纽约建筑作为外部装饰，自由女神像的复制品也在其间。

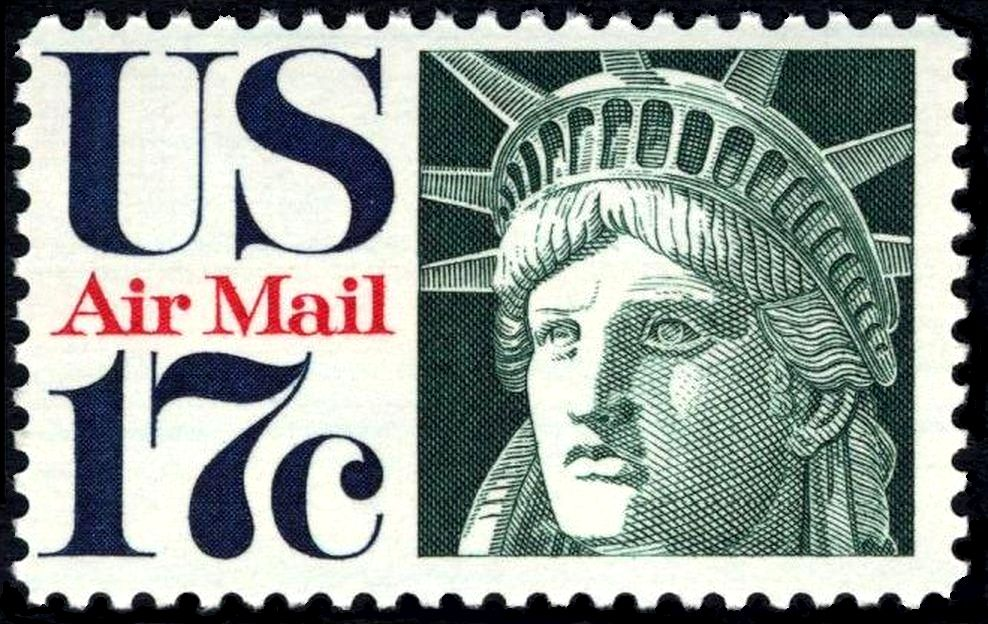
1971年发行的美国航空邮票

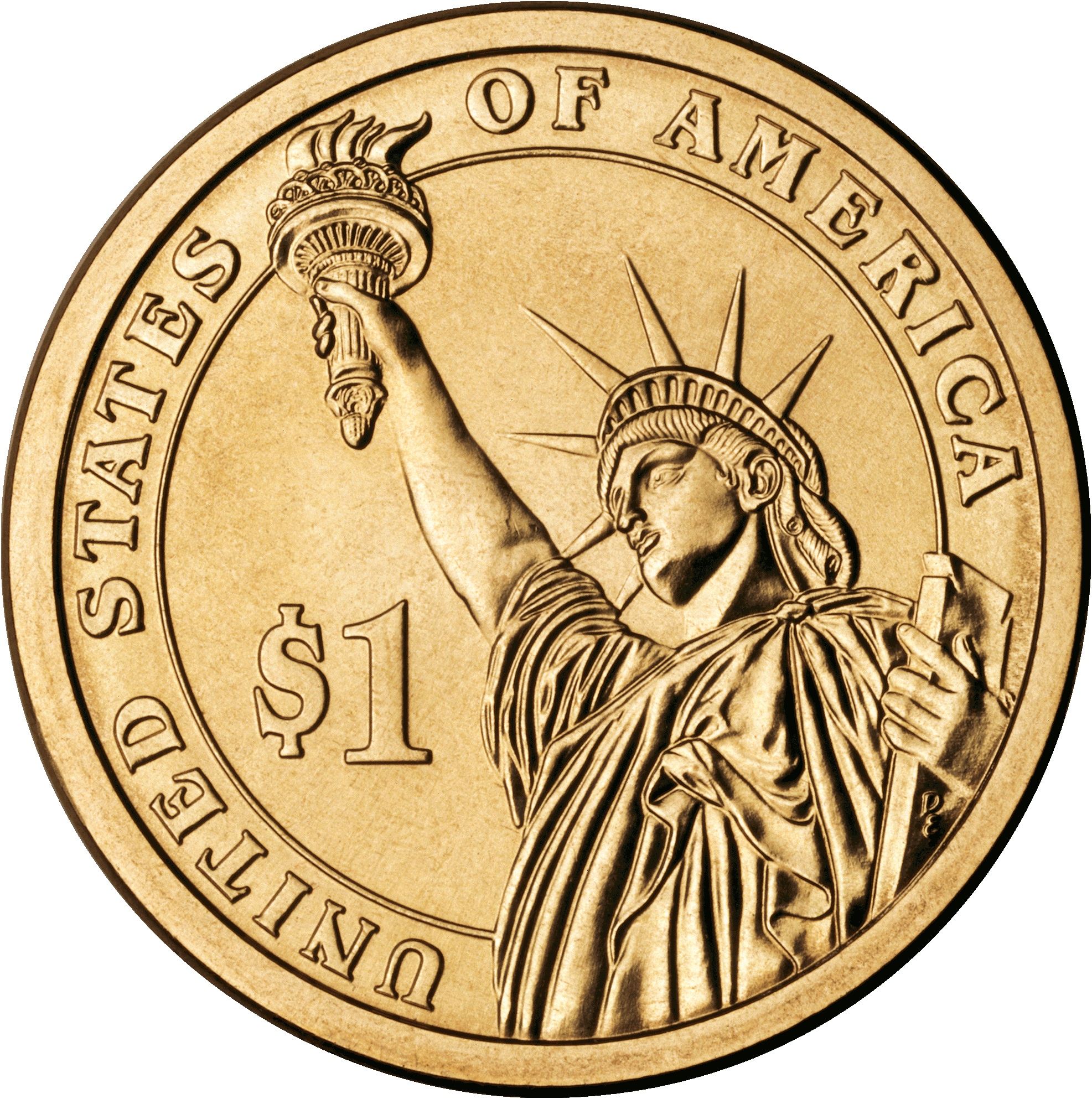
总统1美元硬币的反面

作为美国的象征，自由女神像已经出现在这个国家的许多硬币和邮票上。她出现在纪念1986年塑像百年华诞的纪念币和2001年美国50州25美分纪念币系列的纽约纪念币上。1997年，美国白金之鹰金币选择采用自由女神的形象，而且总统1美元硬币的反面也采用了自由女神像的图案。如今通行的10美元纸币上有两张塑像的火炬图像。2010年发行的“永久邮票”上所印的自由女神像实际上是位于拉斯维加斯赌场的复制品。
许多区域性机构都曾采用自由女神像作为重要标志。1986至2000年间，纽约州发放的车牌上就有这座塑像。球队纽约自由人的徽标上既有自由女神像的图像，又采用了其名称，只有其上的火炬换成了篮球。国家冰球联盟的纽约游骑兵队从1997年开始把塑像的头像放在第三球衣上。全美大学体育协会1996年男篮四强赛在新泽西州博根县东卢瑟福的梅多兰兹体育综合中心进行，中心的标志上就采用了塑像的图案。美国自由党还用这座塑像的图案作为其党徽。
流行文化中也经常可以看到自由女神像的身影。例如在音乐中用来代表对美国政策的支持，例如托比·凯斯（Toby Keith）的歌曲《红、白、蓝的礼遇》（Courtesy of the Red, White and Blue (The Angry American)，又名《愤怒的美国人》）；与之相对照，死肯尼迪（Dead Kennedys）乐队专辑《民主就寝时间》（Bedtime for Democracy）封面上的塑像图像面目全非，以此向里根领导的政府抗议。阿尔弗雷德·希区柯克1942年电影《海角擒凶》（Saboteur）的高潮戏段出现了自由女神高举的火炬。1968年电影《人猿星球》的片尾出现了自由女神像半埋在沙子里的镜头，这也是塑像在电影中最有名的其中一次出场。1996年的科幻电影《独立日》中，自由女神像被外星武器的攻击打倒，到了2008年的《科洛弗档案》，塑像的头都被拧了下来。在杰克·芬利以时间旅行为题材的小说《一次又一次》（Time and Again）中，19世纪80年代初还在麦迪逊广场展示的塑像右臂对小说情节发展起到了至关重要的作用。针对科幻作品中经常出现自由女神像的情况，《科幻小说百科全书》顾问编辑罗伯特·霍尔德斯托克（Robert Holdstock）曾在1979年称：
有哪部科幻小说里没有自由女神像吗？几十年来，它或耸立于荒原，或倒塌在废墟，巨人将它连根拔起，外星人也对其充满好奇……这个自由和乐观的符号，已经变成科幻小说对未来世界悲观论调的象征。